# Palatul Prezidențial din Varșovia

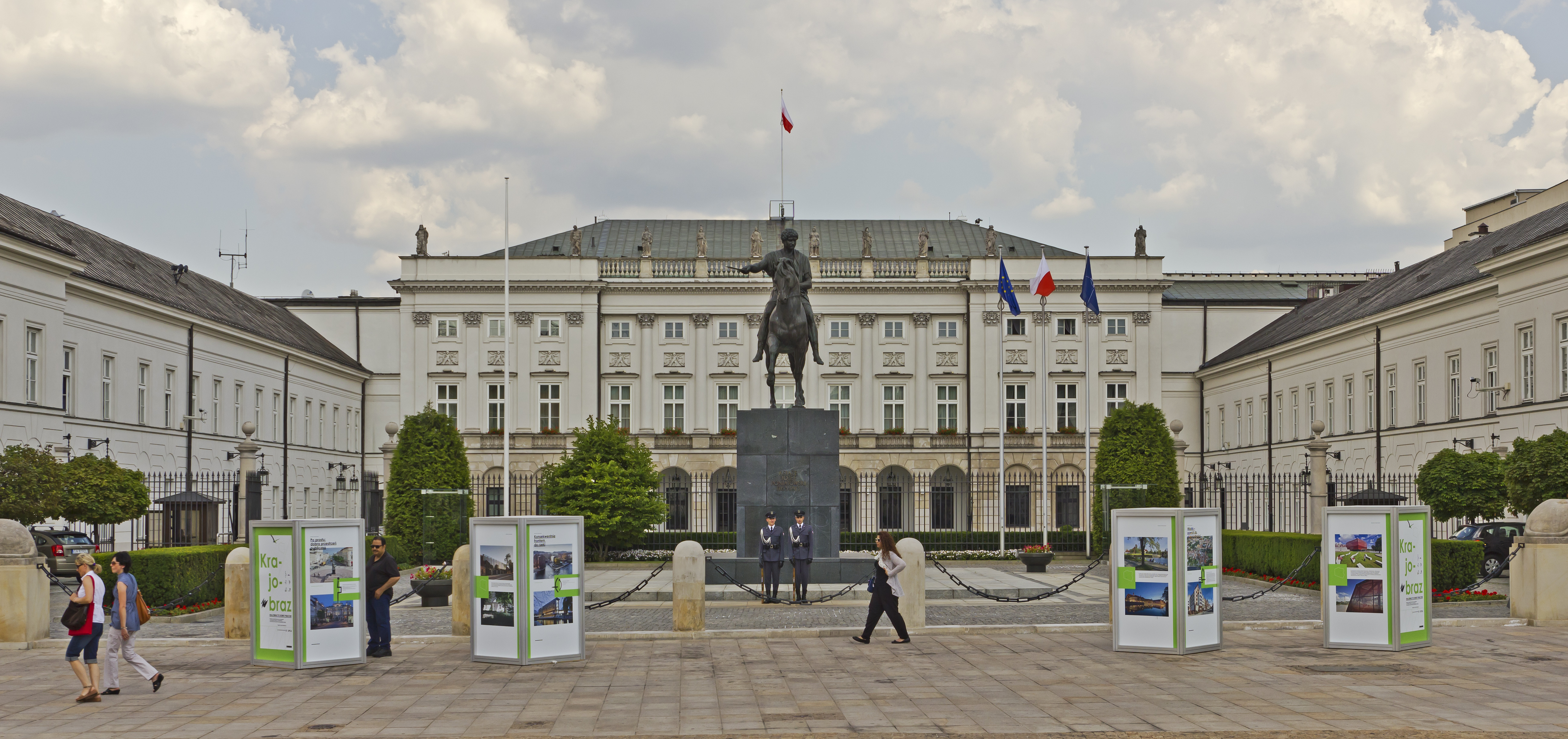
Palatul Prezidențial din Varșovia

Palatul Prezidențial din Varșovia este una dintre reședințele președintelui Poloniei.
Este unul dintre cele mai vizibile palate din Varșovia. În timpul ocupației naziste era numit și „Deutsches Haus”.